# Стар (Северна Каролина)
Стар (енгл. Star) град је у америчкој савезној држави Северна Каролина.

## Демографија
По попису из 2010. године број становника је 876, што је 69 (8,6%) становника више него 2000. године.
| Група             | 2000.       | 2010.       |
| Белци             | 706 (87,5%) | 588 (67,1%) |
| Афроамериканци    | 16 (2,0%)   | 85 (9,7%)   |
| Азијати           | 1 (0,1%)    | 2 (0,2%)    |
| Хиспаноамериканци | 74 (9,2%)   | 189 (21,6%) |
| Укупно            | 807         | 876         |